# Kering
Kering, ranije Établissements Pinault pa Pinault-Printemps-Redoute (PPR), francuska je luksuzna grupa, vlasnik nekoliko marki, uključujući Gucci, Yves Saint Laurent, Bottega Veneta, Balenciaga, Boucheron, Alexander McQueen. Kering Eyewear (30% u vlasništvu Richemonta) proizvodi okvire za naočale za marke koje mogu ili ne moraju pripadati grupi.
Grupu je 1962. osnovao François Pinault, koji ju je 1988. uvrstio na parišku burzu.